# Windows Automotive
Windows Automotiveとは、マイクロソフトが開発した、カーナビゲーションシステム及び、車載機器用のオペレーティングシステム (OS)。

## 概要
別名としてWindows CE for Automotive、Windows Mobile for Automotiveがある。後にMicrosoft Autoの名前が付いた。
このOSは、Windows CEベースのオペレーティングシステムで、プラットフォームを共通化することで、機器メーカーの開発の負担と費用を減らそうという目的があり、コストも一から開発するより安いという。また、AUITKと呼ばれる独自のHMI開発ツールを提供し、プログラマ以外の開発者も開発することができるという。

## 採用メーカー・機器
- パナソニック - Strada
- アルパイン
- クラリオン
- パイオニア - カロッツェリア
- 日本ビクター - ギャザズ(ホンダアクセス)